# Параметр распределения
Пара́метр распределе́ния не цилиндрической линейчатой поверхности — предел отношения кратчайшего расстояния между бесконечно близкими образующими к углу между ними.
Параметр распределения обращается в нуль для всех развертывающихся поверхностей, кроме цилиндрических.

## Вывод формулы
Кратчайшее расстояние между двумя прямыми в пространстве {\displaystyle l} определяется с использованием смешанного и векторного произведений по формуле
{\displaystyle l={\frac {(\mathbf {r} _{1}-\mathbf {r} _{2},\mathbf {m} _{1},\mathbf {m} _{2})}{\left|[\mathbf {m} _{1},\mathbf {m} _{2}]\right|}}},
где {\displaystyle \mathbf {r} _{1}} и {\displaystyle \mathbf {r} _{2}} — радиус-векторы начальных точек этих прямых, а и — их направляющие векторы.
Применяя эту формулу к двум бесконечно близким образующим не цилиндрической линейчатой поверхности, получим следующее выражение главной части этого расстояния: 
{\displaystyle \Delta l\approx {\frac {(\mathbf {m} ,d\mathbf {m} ,d\mathbf {r} )}{\left|[\mathbf {m} ,d\mathbf {m} ]\right|}},}
но
{\displaystyle [\mathbf {m} ,d\mathbf {m} ]^{2}=d\mathbf {m} ^{2}\approx \Delta \varphi ^{2},}
то есть квадрату элемента угла между двумя бесконечно близкими образующими, и в результате получаем параметр распределения
{\displaystyle p=\lim _{\Delta \varphi \to 0}{\frac {\Delta l}{\Delta \varphi }}={\frac {(\mathbf {m} ,d\mathbf {m} ,d\mathbf {r} )}{d\mathbf {m} ^{2}}}.}